# Tres eran tres
Tres eran tres è un film a episodi spagnolo del 1954 diretto da Eduardo García Maroto. Il film è una parodia di tre generi cinematografici: l'horror, il western e il musical.

## Trama

### Una de monstruos
Il Dott. Salsamendi crea un mostro simile a quello di Frankenstein.

### Una de indios
Viene firmato un trattato di pace con gli indiani in modo da poter costruire un saloon lungo la linea ferroviaria.

## Produzione
L'episodio Una de monstruos è liberamente tratto dal romanzo di Mary Shelley Frankenstein o il moderno Prometeo del 1816.
Gli episodi sono stati girati tutti in bianco e nero a eccezione del quarto, Una de pandereta, che è stato girato a colori.

## Distribuzione
La prima spagnola ebbe luogo il 16 dicembre 1954 a Barcellona. Una seconda proiezione avvenne a Madrid il 10 gennaio 1955.

## Accoglienza
Il film ottenne un buon successo di pubblico, ma non fu ben accolto dalla censura spagnola, il che causò la fine della carriera di Maroto come regista.

## Riconoscimenti
- 1954 - Medalla del Círculo de Escritores Cinematográficos
  - Miglior sceneggiatura ad Antonio de Lara, Eduardo García Maroto, Jaime García Herranz e Ángel Falquina